# 春日和男
春日 和男（かすが かずお、1915年2月8日 - 2012年）は、日本の国語学者。九州大学名誉教授。

## 略歴
長野県生まれ。春日政治の長男で、親子二代で九州大学国語国文の教授を務めた。旧制福岡県立福岡中学を経て、京都帝国大学文学部国文科卒。1962年「古代国語における存在詞の展開」で九州大学文学博士。福岡経済専門学校教員、福岡商科大学（校名変更、のち福岡大学）助教授、九州大学文学部助教授を経て、教授となる。1978年定年退官、名誉教授、帝京大学文学部教授を務めた。

## 著書
- 『存在詞に関する研究 ラ変活用語の展開』風間書房 1968年
- 『説話の語文 古代説話文の研究』桜楓社 1975年
- 『語文叢考』勉誠出版 2004年

### 編著
- 『説話の語文 別冊（日本霊異記漢字索引）』原栄一共編 桜楓社 1975年
- 『新編国語史概説』編 有精堂出版社 1978年

### 校注
- 『日本霊異記』岩波書店［日本古典文学大系 遠藤嘉基共校注 1977年